# Nelson, Minnesota
Nelson är en ort i Douglas County i Minnesota. Vid 2010 års folkräkning hade Nelson 187 invånare.